# Liste des communes nouvelles créées en 2024
Pour les articles homonymes, voir Liste de communes nouvelles.
| \| Bazeilles · Val-de-Cognac · Osmery · Val-d'Usiers · La Chapelle-Fleurigné · Ingrandes-le-Fresne-sur-Loire · Oullins-Pierre-Bénite · Lacq · Rives-du-Fougerais · Val-de-Comporté · Commeny \| Localisation des communes nouvelles créées en 2024. |
| Bazeilles · Val-de-Cognac · Osmery · Val-d'Usiers · La Chapelle-Fleurigné · Ingrandes-le-Fresne-sur-Loire · Oullins-Pierre-Bénite · Lacq · Rives-du-Fougerais · Val-de-Comporté · Commeny                                                           |

Cette liste des communes nouvelles créées en 2024 recense les communes nouvelles françaises pour lesquelles les arrêtés préfectoraux prononçant la création définissent une date de création comprise entre le 1er janvier 2024 et le 31 décembre 2024.
Cette liste contient 11 communes nouvelles regroupant 24 communes.

## Synthèse

### Contexte
La loi no 2010-1563 du 16 décembre 2010 de réforme des collectivités territoriales a substitué au régime antérieur de fusion de communes défini par la loi dite « Marcellin » du 16 juillet 1971 une procédure rénovée de regroupement, aboutissant à la création d’une « commune nouvelle ». Elle a été complétée en 2015 par une nouvelle loi no 2015-292 du 16 mars 2015 relative à l'amélioration du régime de la commune nouvelle, pour des communes fortes et vivantes, mettant en place des incitations financières temporaires afin de favoriser la création de communes nouvelles avant le 1er janvier 2019.

### Dénombrement

#### Nombre de communes nouvelles créées en 2024
Jusqu'à présent, la création de 11 communes nouvelles est prévue à partir du 1er janvier 2024. Elles regrouperont 24 communes anciennes.

#### Nombre total de communes en France
Au 1er janvier 2024, la France devrait compter 34 935 communes : 34 806 en France métropolitaine et 129 dans les DOM.
Trois communes quittent le périmètre d'une commune nouvelle : Beaumont-les-Nonains en commune séparée des Hauts-Talican, L'Oie et Sainte-Florence en communes séparées des Essarts-en-Bocage.
| Année | Date        | France métropolitaine | France métropolitaine | France métropolitaine | DOM | Total  |
| Année | Date        | communes nouvelles    | communes regroupées   | Nb total communes     | DOM | Total  |
| ----- | ----------- | --------------------- | --------------------- | --------------------- | --- | ------ |
| 2023  | 31 décembre |                       |                       | 34 816                | 129 | 34 945 |
| 2024  | 1er janvier | 11                    | 24                    | 34 806                | 129 | 34 935 |

## Liste détaillée
L’article L. 2113-6 du code général des collectivités territoriales précise que « l'arrêté du représentant de l'État dans le département prononçant la création de la commune nouvelle détermine le nom de la commune nouvelle, le cas échéant au vu des avis émis par les conseils municipaux, fixe la date de création et en complète, en tant que de besoin, les modalités ». Le tableau suivant présente ces indicateurs pour chacune des communes nouvelles créées en 2024 : nom, date de l'arrêté prononçant la création, date de création et quelques modalités (existence de communes déléguées, chef-lieu) ou informations complémentaires (population).
| Département          | Nb | Commune nouvelle              | Commune nouvelle | Commune nouvelle      | Commune nouvelle | Anciennes communes | Anciennes communes                                       | Anciennes communes                           | Arrêté préfectoral portant création                                     | Date de création |
| Département          | Nb | Nom                           | Code Insee       | Chef-lieu             | Population 2020  | Nb                 | Noms                                                     | Déléguées                                    | Arrêté préfectoral portant création                                     | Date de création |
| -------------------- | -- | ----------------------------- | ---------------- | --------------------- | ---------------- | ------------------ | -------------------------------------------------------- | -------------------------------------------- | ----------------------------------------------------------------------- | ---------------- |
| Ardennes             | 1  | Bazeilles                     | 08053            | Bazeilles             | 2 537            | 2                  | Bazeilles et La Moncelle                                 | Oui                                          | 14 septembre 2023                                                       | 1er janvier 2024 |
| Charente             | 1  | Val-de-Cognac                 | 16097            | Cherves-Richemont     | 3 479            | 2                  | Cherves-Richemont et Saint-Sulpice-de-Cognac             | Oui                                          | 25 septembre 2023                                                       | 1er janvier 2024 |
| Cher                 | 1  | Osmery                        | 18173            | Osmery                | 276              | 2                  | Lugny-Bourbonnais et Osmery                              | Non                                          | 19 septembre 2023                                                       | 1er janvier 2024 |
| Doubs                | 1  | Val-d'Usiers                  | 25060            | Bians-les-Usiers      | 2 112            | 3                  | Bians-les-Usiers, Goux-les-Usiers et Sombacour           | Oui                                          | 27 septembre 2023 complété par l'arrêté préfectoral du 15 décembre 2023 | 1er janvier 2024 |
| Ille-et-Vilaine      | 1  | La Chapelle-Fleurigné         | 35062            | La Chapelle-Janson    | 2 410            | 2                  | Fleurigné et La Chapelle-Janson                          | Oui                                          | 27 septembre 2023,                                                      | 1er janvier 2024 |
| Maine-et-Loire       | 1  | Ingrandes-le-Fresne-sur-Loire | 49160            | Ingrandes             | 3 077            | 2                  | Ingrandes-Le Fresne sur Loire et Saint-Sigismond         | Oui (Le Fresne-sur-Loire et Saint-Sigismond) | 16 novembre 2023                                                        | 1er janvier 2024 |
| Pyrénées-Atlantiques | 1  | Lacq                          | 64300            | Lacq                  | 1 037            | 2                  | Lacq et Urdès                                            | Oui                                          | 7 novembre 2023                                                         | 1er janvier 2024 |
| Métropole de Lyon    | 1  | Oullins-Pierre-Bénite         | 69149            | Oullins               | 37 502           | 2                  | Oullins et Pierre-Bénite                                 | Oui                                          | 12 décembre 2023                                                        | 1er janvier 2024 |
| Vendée               | 1  | Rives-du-Fougerais            | 85292            | Thouarsais-Bouildroux | 1 509            | 3                  | Cezais, Saint-Sulpice-en-Pareds et Thouarsais-Bouildroux | Oui                                          | 13 novembre 2023                                                        | 1er janvier 2024 |
| Vienne               | 1  | Val-de-Comporté               | 86247            | Saint-Saviol          | 1 016            | 2                  | Saint-Macoux et Saint-Saviol                             | Oui                                          | 27 octobre 2023                                                         | 1er janvier 2024 |
| Val-d'Oise           | 1  | Commeny                       | 95169            | Commeny               | 667              | 2                  | Commeny et Gouzangrez                                    | Non                                          | 13 juillet 2023                                                         | 1er janvier 2024 |